# Éric Neveux

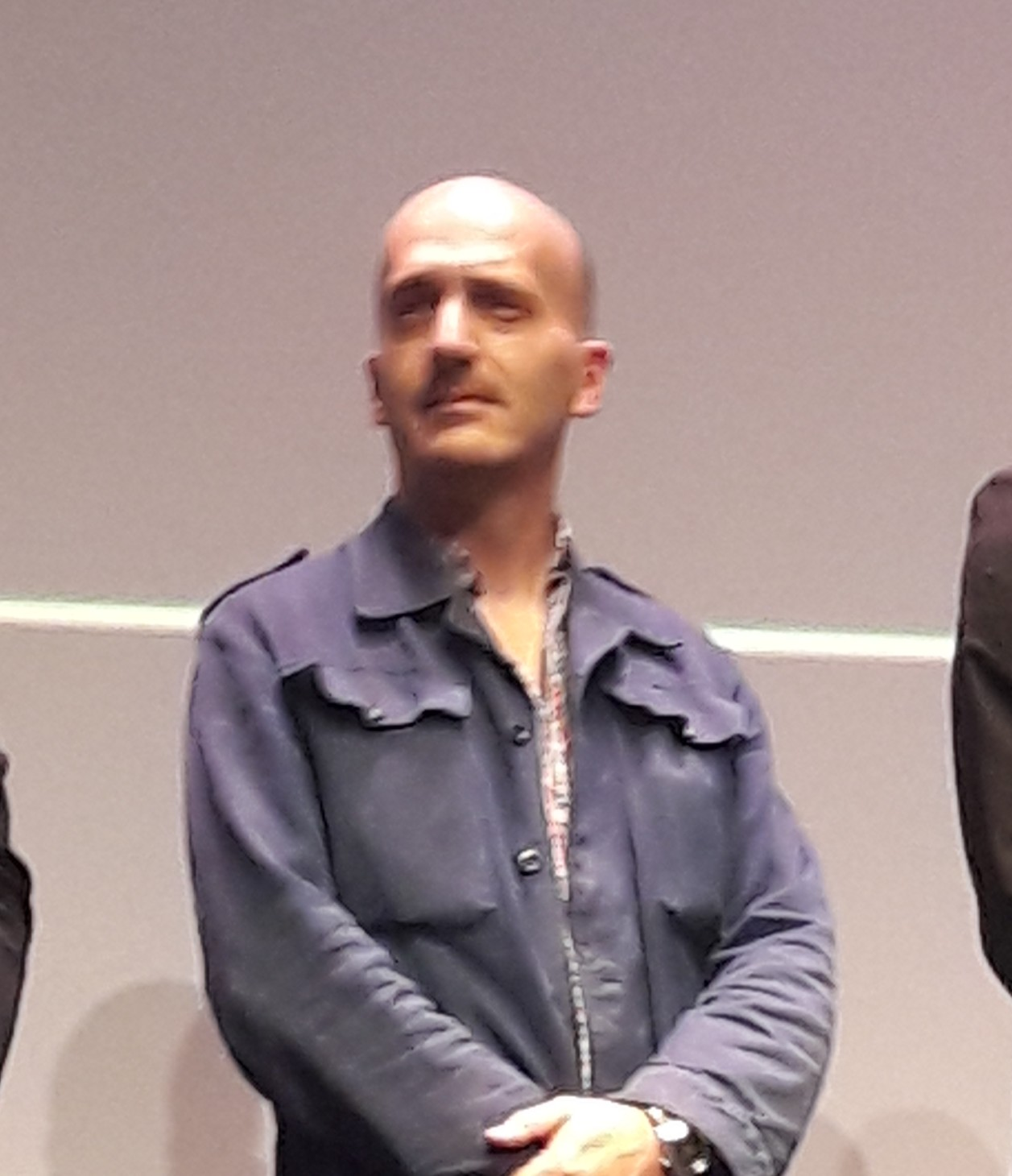
Éric Neveux

Éric Neveux (* Februar 1972 in Saint-Quentin, Picardie, Frankreich) ist ein französischer Komponist.

## Biografie
Éric Neveux beschloss im Alter von 15 Jahren, Musiker zu werden. 1994 beendete er sein Musikstudium an der Emlyon Business School. 1997 lernte er den jungen Filmemacher François Ozon kennen, für den er bald die Musik zu seinen Kurzfilmen schrieb. Bald darauf lernte er mit Patrice Chéreau einen weiteren Filmemacher kennen, für den er die Musik zu dessen Filmen Wer mich liebt, nimmt den Zug und Intimacy komponierte.
Parallel zu seiner Kompositionsarbeit für Film- und Fernsehproduktionen veröffentlichte Neveux unter dem Künstlernamen Mr. Neveux mit Tuba (1998) und Damn it! the rock experience (2002) bisher zwei Alben.

## Filmografie (Auswahl)
- 1997: François Ozons Kurzfilme (Regarde la mer)
- 1998: Sitcom
- 1998: Wer mich liebt, nimmt den Zug (Ceux qui m’aiment prendront le train)
- 2001: Intimacy
- 2003: Three Blind Mice – Mord im Netz (3 Blind Mice)
- 2004: Grande École – Sex ist eine Welt für sich (Grande école)
- 2004: Was Frauen wirklich wollen (Tout le plaisir est pour moi)
- 2005: Gefährdeter Bezirk (Le crime des renards)
- 2008: Auf der anderen Seite des Bettes (De l’autre côté du lit)
- 2008: Sie wusste zuviel (Une femme à abattre)
- 2009: Ruhelos (Persécution)
- 2010: Home Invasion – Der Feind in meinem Haus (Dans ton sommeil)
- 2010: D’amour et d’eau fraîche
- 2011: Hideaways – Die Macht der Liebe (Hideaways)
- 2012: Ziemlich dickste Freundinnen (Mince alors!)
- 2013: Kinder, Küche, Chaos (La vie domestique)
- 2013–2014: Borgia (Fernsehserie)
- 2014: La voie de l’ennemi
- 2014: Nur eine Stunde Ruhe! (Une heure de tranquillité)
- 2015: La tête haute
- 2016: Meine Zeit mit Cézanne (Cézanne et moi)
- 2017: Der Affront (L’insulte)
- 2017: Überflieger – Kleine Vögel, großes Geklapper
- 2018: Belleville Cop (Le flic de Belleville)
- 2018: Die Abenteuer von Spirou & Fantasio (Les aventures de Spirou et Fantasio)
- 2018: Das schönste Paar
- 2019: Elliott Erwitt – Silence Sounds Good
- 2021: In Liebe lassen (De son vivant)
- 2023: Überflieger – Das Geheimnis des großen Juwels (Animationsfilm)